# Don't Blame Me
Don't Blame Me é uma série australiana destinada ao público jovem.

## Enredo
Gabriela King, é uma magnata inglesa viúva, mãe de Greg e Gemma que acaba ficando pobre devido à negociações pendentes e não terminadas com o falecimento de seu marido. Então ela tem de ir para a Austrália, onde herdou uma propriedade, que era um parque de vida selvagem.Se deparam lá com Mark, Kate e Chris, que são os residentes da propriedade, parentes dos King, e devido a isso não conseguem vender a propriedade e têm de compartilhar e residir no parque com eles. Assim lá vivem suas maiores aventuras na Austrália, tendo que se adaptar as condições atuais de vida.

## Elenco
- Liam Hess - Greg King

## Exibição
No Brasil a série é exibida pelo Canal Pago Boomerang de segunda a sexta, à 1:00 e às 7:00.

## A Série
A série foi produzida pela Southern Star Group de Sydney, Austrália. Foi feita apenas uma temporada de 26 episódios sem nome. A último episódio termina a história e conclui o enredo, deixando porém espaço para uma possível continuação, o que não ocorreu. Apesar de poderem ser vistos em qualquer ordem, os episódios constroem uma história sequencial completa, com começo, meio e fim.